# 坂上智子
坂上 智子（さかがみ ともこ、1983年10月18日 - ）は、北海道苫小牧市出身の女子アイスホッケー選手である。ポジションはフォワード。三星ダイトーペリグリン所属。
9歳の時、アイスホッケーを始める。日本代表に選出されトリノ、バンクーバー両オリンピック予選を経験。2013年2月、スロバキア・ポプラトで行われたソチオリンピック予選にも出場。第1戦のノルウェー戦で決勝ゴールを決めるなど、オリンピック出場権獲得に貢献した。